# الحبيل والشبكة (الجميمة)

تعديل مصدري - تعديل

الحبيل والشبكة هي إحدى قرى عزلة جفنة بمديرية الجميمة التابعة لمحافظة حجة، بلغ تعداد سكانها 172 نسمة حسب تعداد اليمن لعام 2004.